# 藤川村 (愛知県)
藤川村（ふじかわむら）は、かつて愛知県額田郡にあった村である。現在の岡崎市の東部に該当する。
東海道藤川宿を中心とした村である。

## 沿革
- 1601年（慶長6年） - 東海道藤川宿が開設される。
- 1648年（慶安元年） - 藤川宿の拡大のため、山中郷舞木村[2]の住民を移住させ、藤川村の加宿として市場村を開設。藤川宿は、藤川村の中町と西町、市場村の東町の3町で形成されることとなる。
- 江戸時代末期、この地域は天領、寺社領、旗本領などであった。
- 1889年（明治22年）10月1日 - 藤川村、市場村、蓑川村が合併し、藤川村となる。
- 1955年（昭和30年）2月1日 - 岡崎市に編入される。

## 交通機関
- 名古屋鉄道名古屋本線
  - 藤川駅

## 学校
- 額田郡山中村外三カ村学校組合立東海中学校（現・岡崎市立東海中学校）
- 藤川村立藤川小学校（現・岡崎市立藤川小学校）

## 神社・仏閣
- 関山神社
- 松尾神社
- 一畑山薬師寺

## 名所・旧跡
- 藤川宿
  - 松並木
  - 本陣跡
  - 脇本陣跡（現・藤川宿資料館）

## その他
- 藤川宿脇本陣跡にある門は、藤川宿当時（江戸時代中期）の物と伝えられる。
- 藤川村役場の所在地は脇本陣跡に該当する。